# Sequana (mythologie)
Pour les articles homonymes, voir Sequana.
Ne doit pas être confondu avec Séquanes.
Sequana (prononcé [sekwana]) est une déesse gauloise associée au fleuve de la Seine et à un culte guérisseur lié à l'eau.
Personne n'est en mesure de connaître avec certitude l'origine de cette divinité de la mythologie celtique gauloise puisqu'aucun document ne parle de la déesse Sequana. Le seul moyen actuel est d'émettre des hypothèses à partir des nombreux objets et ex-voto retrouvés lors des différentes fouilles réalisées sur le site du sanctuaire qui lui était consacré à Source-Seine. On ne peut que faire des études sur ce qui a été découvert pour pouvoir mettre un nom sur cette déesse de la Seine mais également savoir comment était le sanctuaire, ou encore le culte voué par les Gaulois à Sequana.
Une statuette en bronze de la déesse, représentée sur une barque et retrouvée dans le sanctuaire qui lui était consacré aux sources de la Seine, est conservée au musée archéologique de Dijon. Il est également possible de voir une statue de 1934 la représentant dans un nymphée construit pour protéger la source, au même emplacement que l'ancien sanctuaire gallo-romain.

## Culte, religion et oracles
| \| Sanctuaire de Sequana \| Localisation du sanctuaire de Sequana. |
| Sanctuaire de Sequana                                              |

Le nom de Sequana et son culte peuvent être connus essentiellement grâce aux traces rédigées en latin, sous forme d'hommages ou de remerciements adressés par des fidèles à la divinité.
Le culte de Sequana est un culte guérisseur lié étroitement à un élément primaire : l'eau. En effet, reposant comme véritable point focal d'attention du culte, la sacralisation de l'élément aquatique est au centre des pratiques de vénération ou d'hommages rendus à Sequana. La présence divine est représentée par cet élément symbolique choisi par la communauté pratiquant ces hommages à la déesse.
Ce culte voué sur un site sacré est avant tout public car pratiqué par des personnes privées, modestes, sans doutes analphabètes, mais il est impossible de le lier clairement à une pratique précise.
Les chercheurs ont retrouvé dans les environs d'Alésia et aux sources de la Seine trois dédicaces à Sequana : deux sont des ex-voto anatomiques et une vient d'une femme la dédiant pro salute nepotis « pour le salut de mon petit-fils/neveu », chacune de ces dédicaces est reliée à l'empereur Auguste. Une fréquentation individuelle massive est traduite par ces ex-voto anatomiques pour la plupart en bois et en pierre ou en bronze, qui représentent des parties de corps humain ou des animaux affectés par la maladie. De plus, on a retrouvé plusieurs inscriptions (dont 9 qui nomment directement Sequana), des dédicaces à Sequana, qui informent sur les pratiques religieuses et le public car elles sont souvent maladroitement orthographiées.
Selon des archéologues, après avoir réalisé leurs ablutions et être passés au temple de Sequana, les pèlerins offraient à la divinité différentes offrandes dans l'espoir d'une guérison. En effet, durant l'Antiquité, la religion et la médecine étaient liées, les sanctuaires guérisseurs de sources étaient comparables à des centres médicaux pour cures thermales. En plus de ces offrandes, on trouvait sur le site - déduction faite grâce à une inscription qui mentionne le nom de la déesse - soit des pratiques oraculaires en faveur de Sequana, soit des oracles rendus régulièrement par Sequana elle-même (comme Clitumne). Pour toutes ces pratiques consacrées à Sequana, il faut une cohabitation entre l'espace sacré d'origine et le complexe monumental nécessaire pour honorer la déesse.

## Le sanctuaire
Au milieu du XVIIIe siècle, on découvre dans un vallon à proximité de la source de la Seine les fondations d’un vaste édifice rectangulaire (57 m sur 18 m) et une inscription : DEA SEQUANA « déesse Sequana ». La statue en bronze de la déesse Seine, elle, fut retrouvée avec celle d’un faune en 1933 par Henri Corot.
Ainsi, c'est dans un sanctuaire monumental bien connu, articulé sur la source, que le culte de Sequana était pratiqué. Le sanctuaire de Sequana est situé dans le vallon où la Seine prend sa source aux confins des territoires de Roncez-sur-l'Igon et Saint-Germain-Source-Seine, près de Chatillon, à environ 35 km au nord-ouest de Dijon. Aujourd'hui, ce domaine des sources appartient à Paris, il abrite une grotte dans le parc accueillant les eaux de la source principale de la Seine avec au milieu du bassin une sculpture de pierre blanche qui réfléchit la lumière du jour.

### Structure
Les sources de la Seine, appelées aussi les Fontes Sequanae (« les sources de Sequana »), sont situées dans une vallée sur le plateau de Langres à Source-Seine. À partir de la fin de La Tène, le sanctuaire fut aménagé par les Lingons aux sud-ouest de leur territoire. Ils y construisirent deux temples, une enceinte avec des colonnes et d'autres structures centrées sur la piscine et la source. En effet, situé dans un vallon reculé, le sanctuaire comporte le terrain, les édifices, le temple, les bassins, les canaux hydrauliques et les sources.
Le temple est situé près d'une falaise rocheuse taillée en gradins. De plus, on a devant la façade (de type occidental) la mise en lumière d'une piscine qui prouve la grandeur et la somptuosité de la station gallo-romaine qu'elle avait aux premiers siècles de notre ère, qui est encore à l'heure actuelle unique au monde.
À partir du monument érigé par les Aresequani, on en déduit que le sanctuaire dépendrait d'une communauté rurale locale. En effet, c'était un grand sanctuaire public. Le contexte économique de ce sanctuaire est moins évident car il se trouve dans un espace densément peuplé, avec des établissements ruraux de statut moyen voire important, et en périphérie d'agglomération secondaire de Blessey.
À ce jour, grâce à plusieurs fouilles réalisées par de nombreux archéologues, les ruines sont toujours visibles dans le parc à Source-Seine.

### Fouilles
De nombreuses fouilles ont été réalisées pour mettre à la lumière du jour les différentes dédicaces à Sequana dans son sanctuaire. Grâce à cela, une multitude d'objets ont été retrouvés, notamment des objets offerts à la déesse pour demander une guérison mais également des objets de remerciements à un vœu formulé.
Les premières fouilles ont été effectuées en 1933 par Henry Corot, archéologue et membre de l'Académie des sciences, arts et belles-lettres de Dijon, ainsi que membre de la Commission des antiquités du département de la Côte-d'Or. Cette première expédition permit la découverte de deux statuettes en bronze, trouvées dans les gradins du sanctuaire à environ 3,50 mètres de haut et conservées aujourd'hui au musée archéologique de Dijon :
- la première statuette représente un jeune faune avec un bras brisé qui semble avoir subi quelques restaurations datant de l'époque ; cette figurine comprend également un socle[12] ;
- la deuxième statuette, quant à elle, représente la déesse Sequana et est composée de trois parties sur un socle en bois : elle représente la divinité les mains tendues devant elle dans une galère en bronze, dont la poupe prend la forme d'un canard avec une groseille dans le bec. La déesse porte ici une robe de l'époque[12].

En octobre 1963, de nouvelles campagnes de fouilles sont faites : on y découvre près de 200 bois sculptés, pour la plupart des ex-voto, lors d'un nettoyage en vue d'un aménagement du sanctuaire. Ces ex-voto ont suscité un grand intérêt auprès des archéologues et du grand public, notamment en raison de la rareté de la conservation de bois antiques. En 1966 et 1967, deux nouvelles campagnes de fouilles sont dirigées par le doyen Roland Martin et ses collaborateurs. Des divinités de la mythologie romaine vont « élire domicile » par la suite sur le domaine où régnait Sequana, comme en témoignent les découvertes des statues d'Apollon et d'Hercule. Les découvertes faites durant toutes ces fouilles aux sources de la Seine sont visibles au musée archéologique de Dijon.

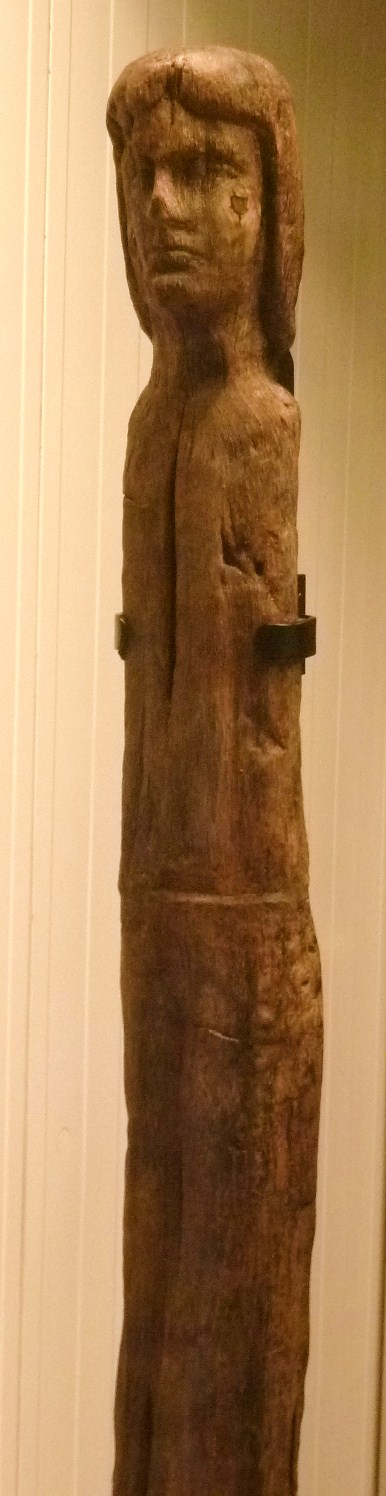
Bois sculpté des sources de la Seine, musée archéologique de Dijon.
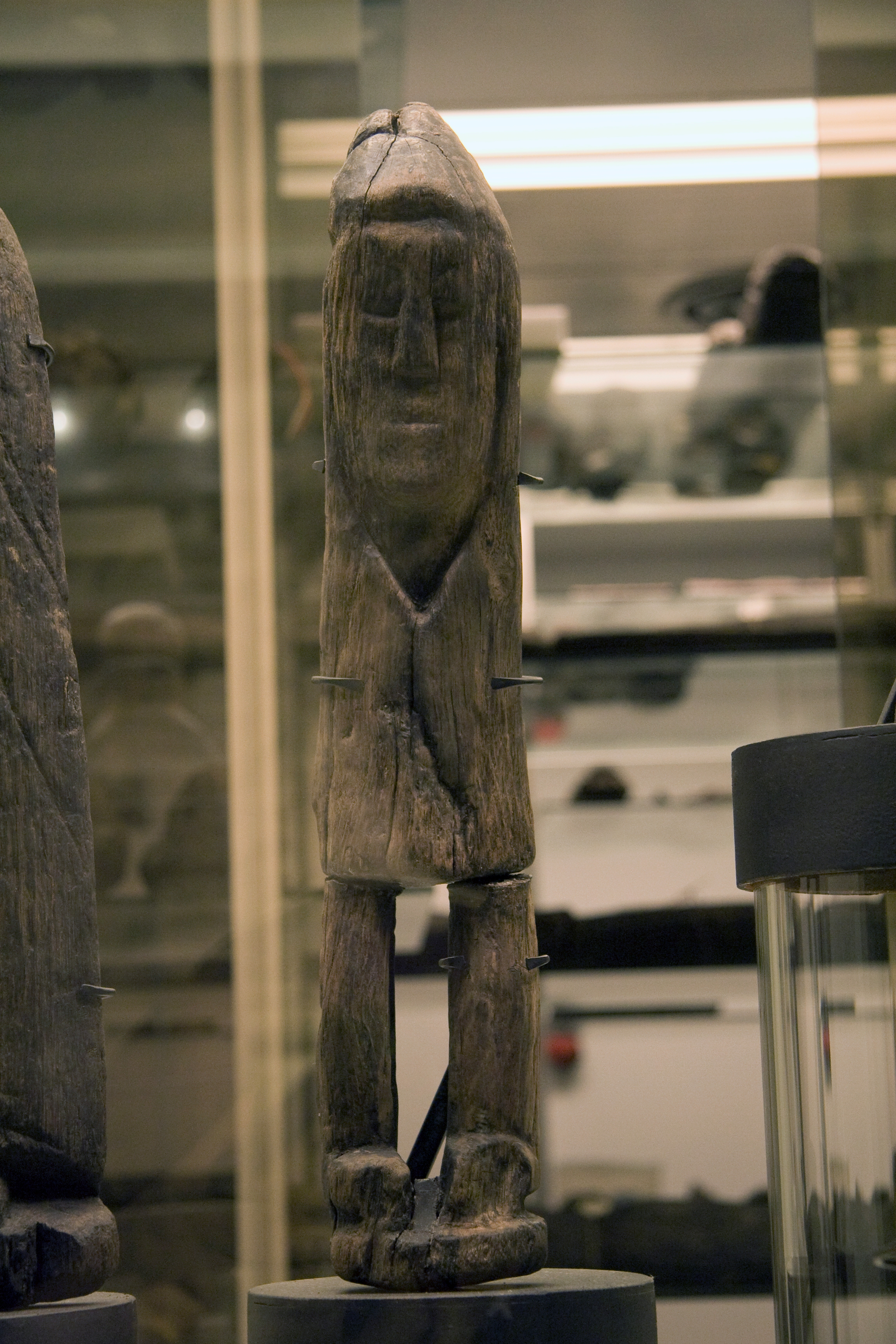
Bois sculpté des sources de la Seine, musée archéologique de Dijon.
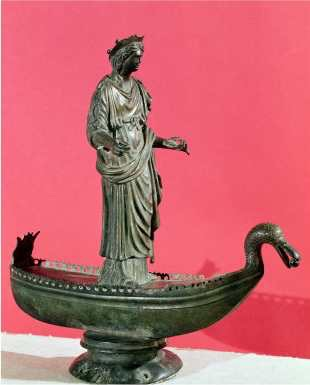
Déesse Sequana sur une galère en bronze, musée archéologique de Dijon.
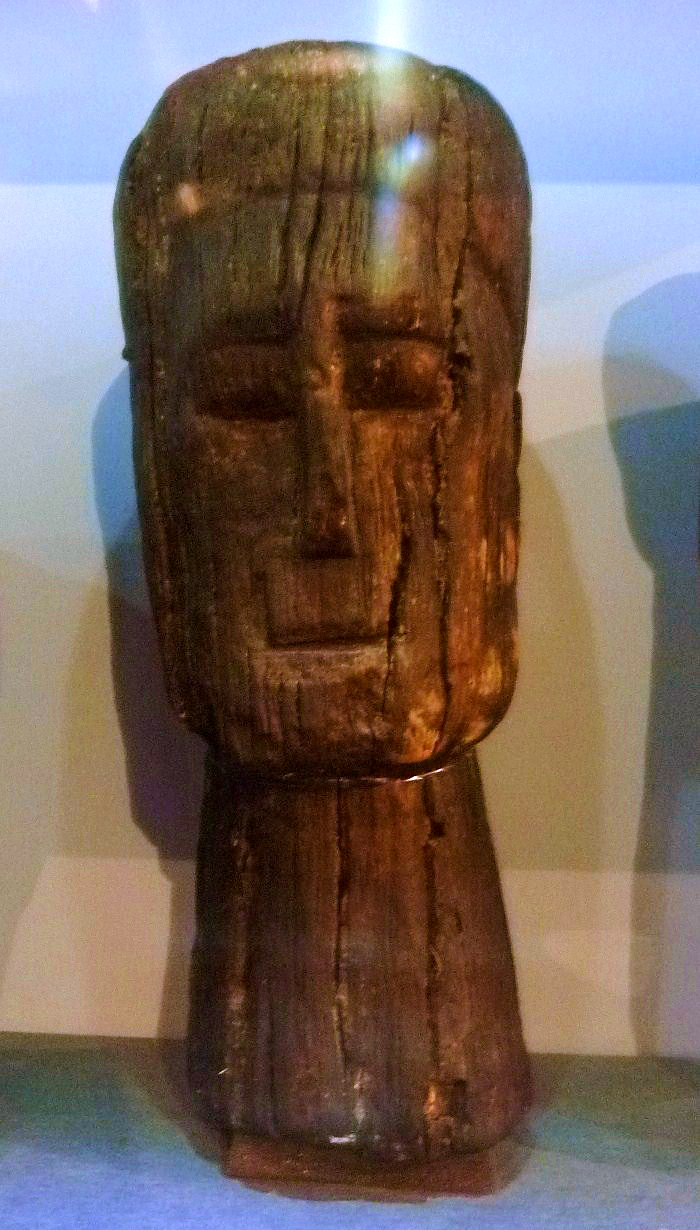
Bois sculpté des sources de la Seine, musée archéologique de Dijon.
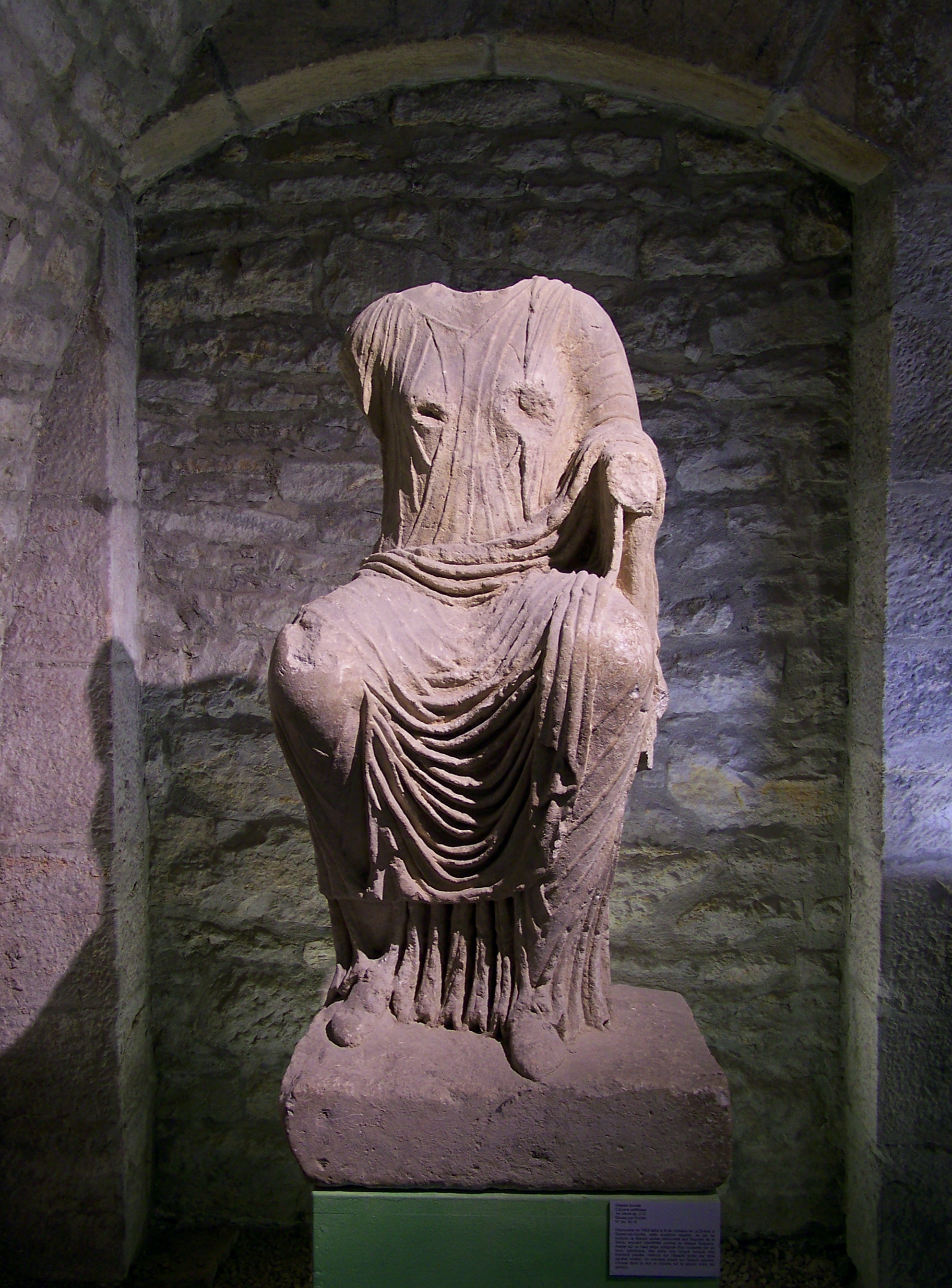
Possible représentation de Sequana découverte à Gissey-sur-Ouche (Côte-d'Or).
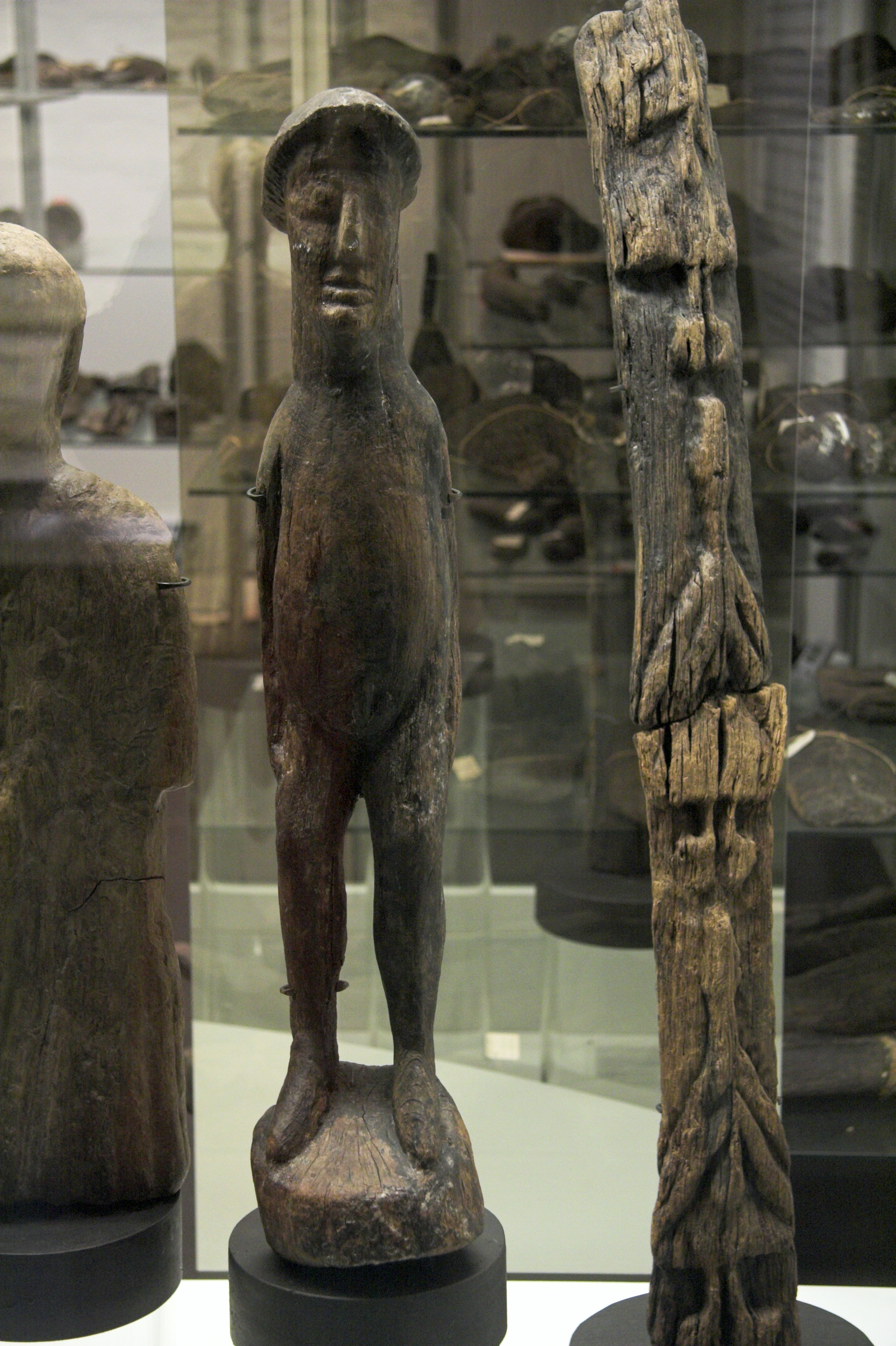
Bois sculpté des sources de la Seine, musée archéologique de Dijon.
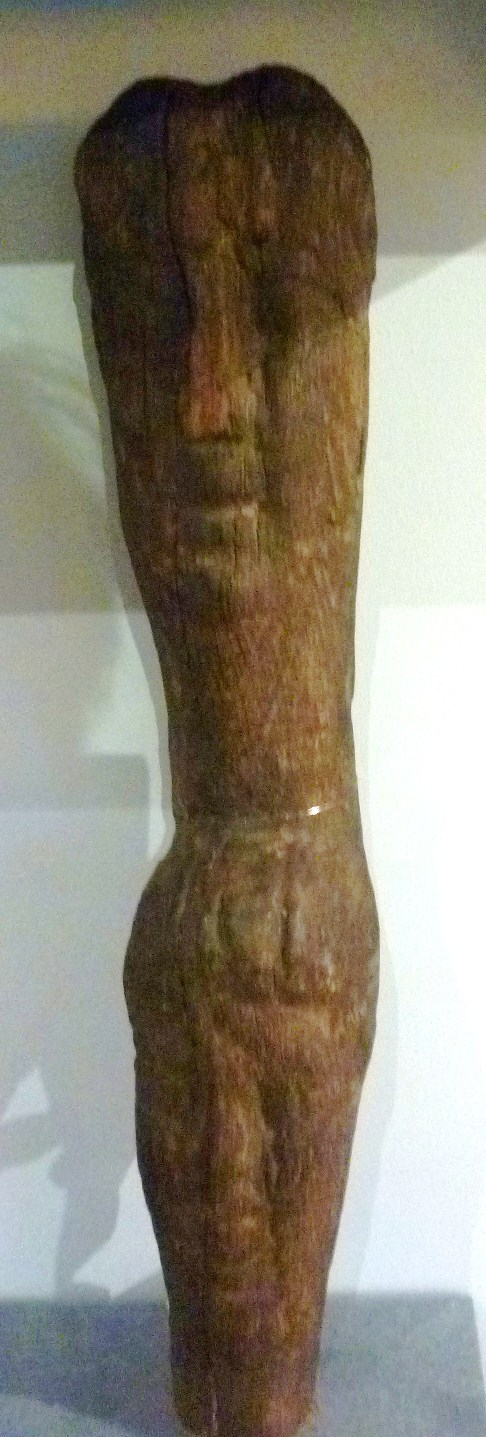
Bois sculpté des sources de la Seine, musée archéologique de Dijon.

## Chronologie autour de Sequana
| Dates      | Avancées majeures sur la déesse |
| ---------- | --- |
| 1763       | - Soupçon d'une existence d’un dieu du fleuve grâce à la découverte d'une galère en bronze. |
| 1836       | - Campagne de recherche du temple. - Le lieu véritable des sources de la Seine est découvert. - Des ruines d’un sanctuaire gaulois sont trouvées. - Découverte d'une déesse de la Seine et non d'un dieu. - Reconnaissance de la « Dea Sequana », déesse Séquana. - Révélation de la date de la fondation et de la destruction définitive du sanctuaire. |
| 1867       | - La Ville de Paris finance l'inauguration du parc des sources de la Seine. |
| XXe siècle | - Découvertes des nouvelles sculptures (dont celles qui représentant la déesse) grâce à d'autres campagnes de fouilles. |

## Dans la culture
- Sequana fait partie des nombreux dieux cités dans la série de bandes dessinées Astérix.
- Il existe une série de trois bandes dessinées intitulées Sequana de l'auteur Léo Henry et du dessinateur Stéphane Perger ayant pour maison d'édition Emmanuel Proust éditions. Cette série, plutôt destinée aux adolescents-adultes, est parue à partir de 2008. Le premier tome[19] raconte une histoire se déroulant en janvier 1910 à Paris sous une pluie torrentielle, et met en scène plusieurs personnages : Monseigneur Chelles et son secrétaire Pétillot ; Alice Treignac (étudiante en médecine) et son père qui lui est médecin ; Jean Faure, un malfrat ; également l'esprit de la déesse de la Seine (d'où le nom de la bande dessinée, et le rapport avec l'eau). Les deux tomes suivants[20],[21], et derniers de la série, continuent les histoires des différents personnages précédemment cités : dans cette suite, tout s'imbrique, tout se recoupe pour laisser place à des courses-poursuites, des alliances, pour essayer de sauver Paris de la noyade.
- Le Trésor Gaulois de Sequana [22] de A. Bertron-Martin, est un livre jeunesse racontant l'histoire d'une princesse prénommée Abelia, protégée par la déesse Sequana à la suite de la mise à mort de Lugurix. Ce dernier avait recueilli la princesse quand elle était bébé. Tout au long de ce récit, Abelia et un jeune barde, Ernos, devront passer de nombreuses épreuves et vaincre celui qui a tué Lugurix, pour rejoindre leur royaume.
- L'artiste contemporain Yan Tomaszewski a développé un travail autour des ex-voto du sanctuaire de Sequana. Il a réalisé un ensemble de sculptures anatomiques contenant du charbon actif, un matériau utilisé pour la purification de l'eau. Lors d'une performance ayant lieu pendant Nuit Blanche 2023, ces sculptures ont été immergées pour plusieurs semaines dans la Seine, contribuant symboliquement mais aussi concrètement à sa purification[23],[24],[25].
- Elle est représentée sur un cheval métallique galopant sur la Seine et associée au personnage de Jeanne d'Arc, lors de la Cérémonie d'ouverture des Jeux olympiques d'été de 2024[26].

## Étymologie

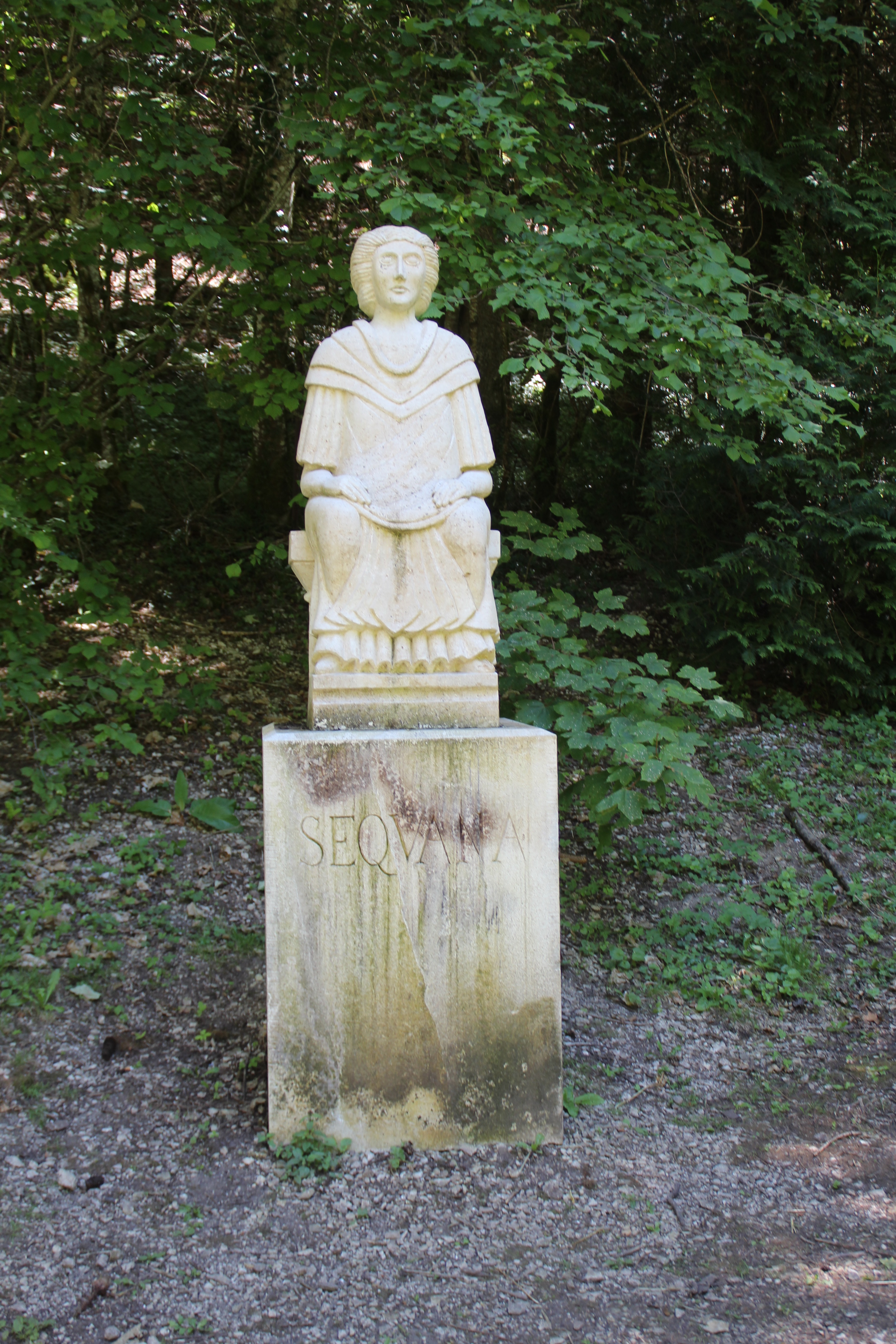
Statue de Sequana.

Le nom propre Sequana a déjà fait verser des flots d'encre sans qu'on soit arrivé à une solution satisfaisante. Si on a affaire réellement à un -qv- vieux-celtique, ne donnant pas p en gaulois, on est en présence d'un phénomène celtiquement inexplicable. Joseph Loth propose une solution à la phonétique et l'étymologie de ce nom.
Selon lui, Sequana viendrait d'une base d'un mot composé : Seco-vana ou secu-vana, forme que les Romains ne pouvaient traduire.
Pour expliquer ce mot, Joseph Loth indique que les langues brittoniques possèdent une racine sec- qui signifie couper : gallois hesg, armor. hescenn, sorte de glaïeul à bords coupants, sec-sco; heskenn, scie. Quant à -wama, on pourrait le rapprocher du gallois gwanu (et du breton gwanañ), percer, pénétrer à travers.
Sequana a probablement donné leur nom aux Séquanes, peuple gaulois occupant l'actuelle Franche-Comté à l'époque de César : soit parce qu'ils auraient habité plus à l'ouest auparavant, soit parce que leur nom viendrait d'une rivière homonyme, également associée à la déesse, la Saine jurassienne.